# Hétéroatome

La pyridine est un hétérocycle et l'hétéroatome est l'azote.

Un hétéroatome est un atome d'une molécule organique possédant au moins un doublet électronique, mais qui n'est ni du carbone, ni de l'hydrogène et non métallique. Les plus fréquents sont l'oxygène, l'azote, le soufre, le phosphore ou encore les halogènes. Dans la représentation topologique d'une molécule organique, on ne représente que les hétéroatomes.